# ساندرا بولوك
ساندرا أنيت بولوك (بالإنجليزية: Sandra Annette Bullock)(وُلدت في 26 يوليو 1964) هي ممثلة ومنتجة أفلام أمريكية. كانت الممثلة الأعلى أجرًا في عامي 2010 و2014، وتتنوّع أعمالها السينمائية بين الكوميديا والدراما. من بين الجوائز التي نالتها جائزة الأوسكار وجائزة الغولدن غلوب. كما اختيرت ضمن قائمة "أكثر 100 شخصية مؤثرة في العالم" من قبل مجلة تايم عام 2010.
بدأت بولوك مسيرتها التمثيلية بدور صغير في فيلم الإثارة الجلادون (1987)، ولفتت الأنظار في وقت مبكر من خلال دورها المساعد في فيلم الحركة رجل الهدم (1993). وجاءت انطلاقتها الحقيقية مع فيلم الإثارة السرعة (1994)، مما فتح أمامها أبواب البطولة في أفلام مثل الكوميديا الرومانسية بينما كنت نائمًا (1995)، والدراما وقت للقتل (1996)، والآمال العائمة (1998). واصلت بولوك نجاحها خلال العقود التالية في أفلام الكوميديا ملكة جمال اللطافة (2000)، إشعار لمدة أسبوعين (2002)، العرض (2009)، الحرارة (2013)، أوشنز 8 (2018)، والمدينة المفقودة (2022)؛ وفي الدراما تحطُّم (2004)، وغير قابلة للغفران (2021)؛ وأفلام الإثارة مثل الحدس (2007)، وصندوق الطائر (2018). وقد فازت بجائزة الأوسكار لأفضل ممثلة عن تجسيدها لشخصية "لي آن توهي" في الدراما السيرة الذاتية الجانب الخفي (2009). كما رُشِّحت للجائزة نفسها عن دورها في فيلم الخيال العلمي والإثارة جاذبية (2013)، والذي يُعد أنجح أفلامها الحيّة من حيث الإيرادات.
إلى جانب التمثيل، أسست بولوك شركة الإنتاج السينمائي "فورتيس فيلمز"، وقد تولت إنتاج عدد من الأفلام التي شاركت في بطولتها، مثل ملكة جمال اللطافة 2: مسلحة ومتألقة (2005)، وكل شيء عن ستيف (2009). كما عملت كمنتجة منفذة على المسلسل الكوميدي جورج لوبيز (2002–2007) الذي ظهرت فيه بعدة مناسبات. لُقّبت بولوك من قبل وسائل الإعلام بلقب "محبوبة أمريكا"، كما اختارتها مجلة بيبول "أجمل امرأة في العالم" لعام 2015.

## الطفولة
ولدت بولوك في 26 يوليو 1964 في إحدى ضواحي ولاية فرجينيا في واشنطن العاصمة، ونشأت في عائلة فنية تميزت بالقدرات الصوتية والغنائية، فوالدتها هي مغنية الأوبرا الألمانية «هيلغا ماتيلد ماير»، أما والدها «دبليو بولوك»، فهو مدرب مختص بتدريب الأشخاص على أصول الغناء من ألاباما.
أمضت بولوك طفولتها بين ألمانيا وأماكن أخرى من أوروبا وفرجينيا، في محاولة منها لحضور جميع الحفلات التي تؤديها والدتها، وقد كانت ساندرا من الوجوه المألوفة لدى المنتجين بسبب تواجدها مع والدتها على خشبة المسرح في كثير من الحفلات، ما ساهم في تعزيز مشاعرها لتحلم بأن تصبح ممثلة في المستقبل.

## الانطلاقة الفنية
التحقت بولوك بجامعة كارولينا الشرقية لدراسة التمثيل المسرحي، وقد تميزت ساندرا بحيويتها وذكائها الحاد وحس الفكاهة المميز. ثم انتقلت ساندرا إلى نيويورك لمتابعة عملها المسرحي، كما عملت نادلة في أحد المطاعم حينها.
ومما لا شك فيه أن بولوك ناضلت لسنوات عدة قبل أن تصبح إحدى الممثلات الشهيرات في هوليوود، فقد توجب عليها أن تنتقل بين عدة مراحل قبل أن تدخل عالم الشهرة من أوسع أبوابه، إذ توجب عليها تمثيل بعض المشاهد المُختصرة في بعض الأفلام والبرامج التلفزيونية، حتى رشحها المنتج يان دي بونت لفيلم سرعة عام 1994، ومع إطلاق هذا الفيلم لمع نجم ساندرا بولوك، فقد بلغت إيرادات الفيلم ما يزيد عن 350 مليون دولار؛ منها 121.3 مليون دولار داخل الولايات المتحدة، ونال إعجاب العديد.
ورُشحت بولوك بعدها لفيلم الشبكة من قِبل مخرج الفيلم إروين وينكلر لدور يلائم شخصيتها تماماً، وقد صرح مخرج الفيلم في إحدى الصحف قائلاً: «عندما دخلت ساندرا مكتبي للمرة الأولى، كانت ترتدي ثياباً عادية وحذاءً رياضياً وقبعة كرة البيسبول. بدا الأمر غريباً حينها، فمعظم الممثلات يحرصن على ارتداء أفضل ما لديهن من أحذية وتنانير قصيرة وقمصان ضيقة عندما يقابلن المخرج للمرة الأولى، ولكن مع ساندرا اختلف الأمر».
وبعد عدة أعمال، أثبتت بولوك المقدرة الكوميدية في فيلم عندما كنت نائماً بعد أن حلت كبديلة للنجمة ديمي مور.
وأخذت بولوك تهتم بعالم الفن والتمثيل أكثر، فأسست شركة إنتاج خاصة بها، وساهمت في تأليف وإخراج وتمثيل أول أفلام شركتها المُنتِجة صنع السندويشات. وقد أكدت بولوك في فيلم سحر عملي مقدرتها وموهبتها بالتعامل في عالم الفن، فقد ظهرت ممثلة أمام الكاميرا ومؤلفة خلفها.
وطلت بعدها بولوك في عدد من الأفلام السينمائية التي تصاعدت إيراداتها في شباك التذاكر الأمريكي، وقدمت مجموعة متنوعة من الأعمال السينمائية؛ من بينها: 28 يوم، والقتل بالأرقام، كما تميزت بدور «غرايسي هارت» في فيلم ملكة الدماثة في جزأيه الأول والثاني.
حالياً تواصل بولوك عملها كمنتجة وممثلة في مختلف الأفلام الكوميدية والدرامية والمركبة، وعُرِض لها أخيرا فيلم الجانب الأعمي، وتنافس على المراتب الأولى مع الأسبوع الأول من عرضه في شباك التذاكر الأمريكية من حيث الإيرادات.

## الحياة الخاصة

### الأسرة والزواج
تزوجت بولوك في سن الواحدة والأربعين من الممثل جيسي جيمس في حفل غروب الشمس بمزرعة في ولاية كاليفورنيا. وهما الآن مطلقان بسبب خيانة زوجها مع عارضه للوشم، وقد سبق أن خاضا صراعاً قضائياً مع زوجة جيسي جيمس السابقة ممثلة الأفلام الإباحية جانين ليندمولدر حول الوصاية القانونية على ابنتهما من زواجهما السابق ليربحا القضية. بعد أن فازت بولوك بجائزة الأوسكار لأفضل ممثلة لعام 2010، اكتشفت خيانة زوجها لها في اليوم التالي مع عارضة للوشم، مما سبب خلافات بينها وبين زوجها، وانتهت بالطلاق، مما أحدث ضجة كبيرة في وسائل الإعلام الأمريكية. بعد هذة الأحداث، أعلنت ساندرا أنها تبنت طفلاً إفريقي الأصل، وأسمته «لويس»، وكانت قد بدأت بإجراءات التبني هي وزوجها السابق جيسي جيمس منذ 4 سنوات، وأحضرا الطفل «لويس» إلى منزلهما في يناير / كانون الثاني، لكنها قررت أن تُبقِي الأمر سراً لتعلنه بعد جوائز الأوسكار. ولكن بعد عشر أيام على فوزها بجائزة الأوسكار، اكتشفت ساندرا خيانة زوجها، وبالتالي أجلت الإعلان عن التبني، ولكن بعدما انتهت قضية الطلاق بين ساندرا وطليقها جيسي، قررت أن تعلن عن ابنها «لويس».

### العلاقات
كانت بولوك مخطوبة في فترة ما إلى الممثل تيت دونوفان، والذي التقت به خلال تصوير فيلم جرعة حب رقم 9. استمرت علاقتهما ثلاث سنوات. رافقت فيما مضى لاعب كرة القدم تروي إيكمان، والممثلين ماثيو ماكونهي ورايان غوسلينغ.
تزوجت بولوك من صاحب أعمال الدراجات النارية ومقدم برنامج مونستر جراج (مرآب الوحش)، جيسي جيمس. كان لقائهما الأول عندما رتبت بولوك للقاء ابنها بالمعمودية البالغ من العمر عشر سنوات مع جيمس، كهدية لرأس السنة. دخل كل من بولوك وجيمس في صراع على الحضانة مع زوجة جيمس الثانية السابقة، ممثلة الأفلام الإباحية جانين ليندمولدر، للحصول علي وصاية ابنة جيمس. كسبت بولوك وجيمس الحضانة القانونية كاملة لإبنته البالغة من العمر خمس سنوات. ظهرت فضيحة خلال زواج جيمس وبولوك في مارس 2010، عندما زعمت عدد من النساء أنهن كنّ على علاقة مع جيمس. ألغت بولوك العروض الترويجية الأوروبية لفيلمها الجانب الآخر مشيرة إلى وجود أسباب شخصية مفاجئة. في 28 أبريل 2010، أُفيِد أن بولوك تقدمت بطلب للطلاق من جيمس في 23 أبريل في أوستن (تكساس)، وقد تم الانتهاء من طلاقهما في 28 يونيو 2010، مع ذكر «صراع الشخصيتان» كسبب.

### الأطفال

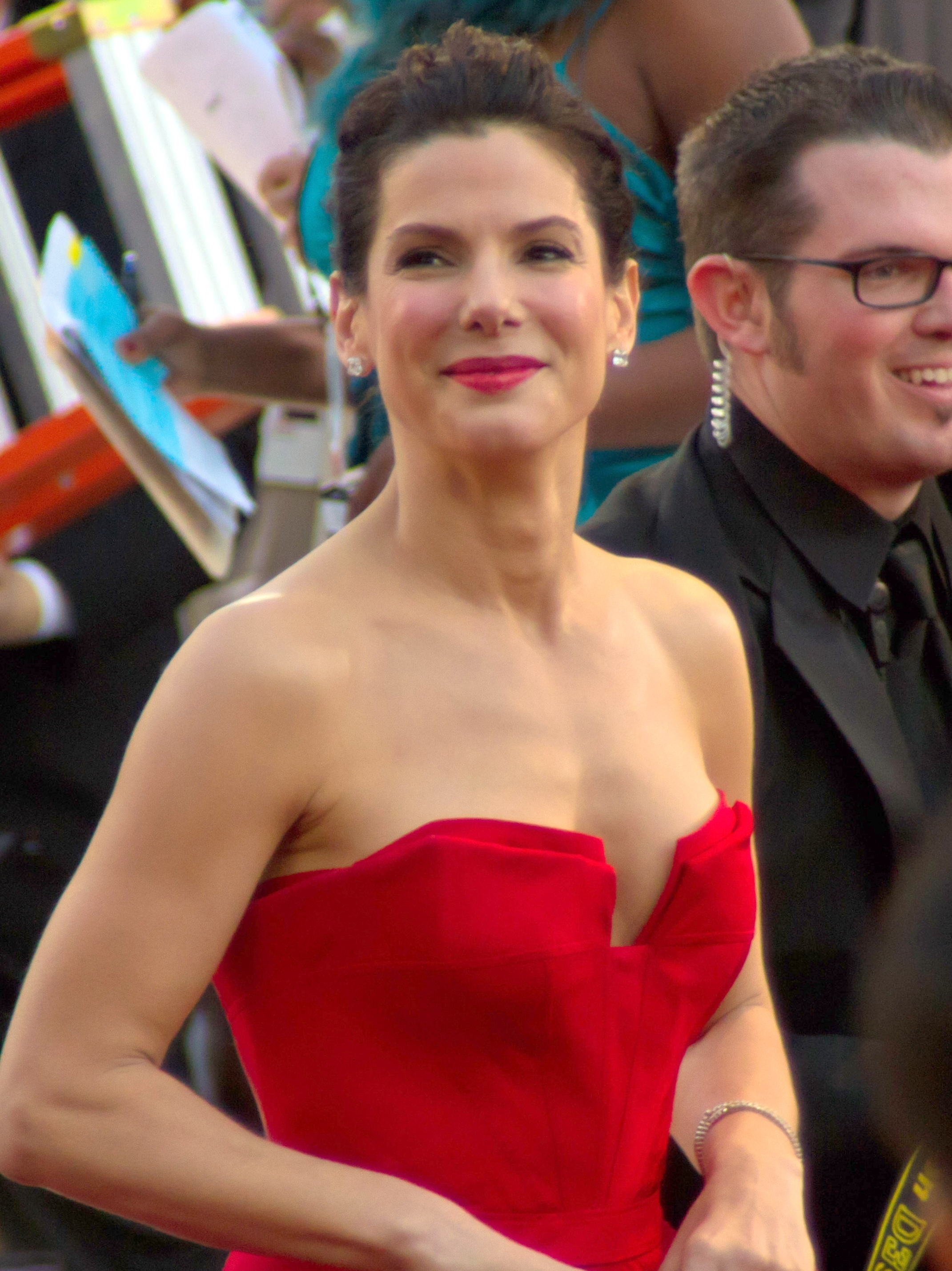
بولوك في حفل توزيع جوائز الأوسكار الثالث والثمانون في فبراير 2011.

أعلنت بولوك في 28 أبريل 2010 أنها تقدمت بإجراءات من أجل تبني طفل مولود في يناير 2010، في نيو أورلينز، لويزيانا. بدأت بولوك وجيمس في عملية تبني أولية قبل أربعة أشهر، وبدأ ابن بولوك في العيش معهما في يناير 2010، ولكنهم قرروا الاحتفاظ بالخبر سرًا حتى الانتهاء من حفل توزيع جوائز الأوسكار في مارس 2010. ورغم انفصال الزوجين ثم الطلاق بعد ذلك، إلا أن بولوك قد واصلت تبني ابنها كأم عزباء له. أعلنت بولوك في ديسمبر 2015 أنها تبنت طفلة ثانية، وظهرت مع ابنتها الجديدة البالغة من العمر ثلاث سنوات، على غلاف مجلة بيبول.

### الحوادث
نجت بولوك دون وجود إصابات، من حادث تحطم طائرة نفاثة خاصة علي مدرج المطار، مع اثنين من طاقم الطائرة، في 20 ديسمبر 2000. لم يتمكن الطيارون من تشغيل أضواء المدرج خلال الهبوط الليلي في مطار جاكسون هول، نتيجة استخدام ألواح الاقتراب القديمة، ولكنهم واصلوا الهبوط على أي حال. هبطت الطائرة في منطقة السلامة المتدرجة في المطار، بين المدرج والممر الموازي، واصطدمت بالثلوج. تسببت الحادثة في فصل مقدمة الطائرة وجهاز الهبوط، وانفصال جزئين للجناح الأيمن، وانثناء في الجناح الأيسر.
تعرضت بولوك إلى حادثة اصطدام سائق مخمور بمقدمة سيارة كانت متواجدة فيها مع زوجها السابق جيسي جيمس، أثناء وجودها في ماساتشوستس، في 8 أبريل 2008، لتصوير فيلم عرض الزواج، ولم يتعرضوا لإصابات.

## جوائز وترشيحات

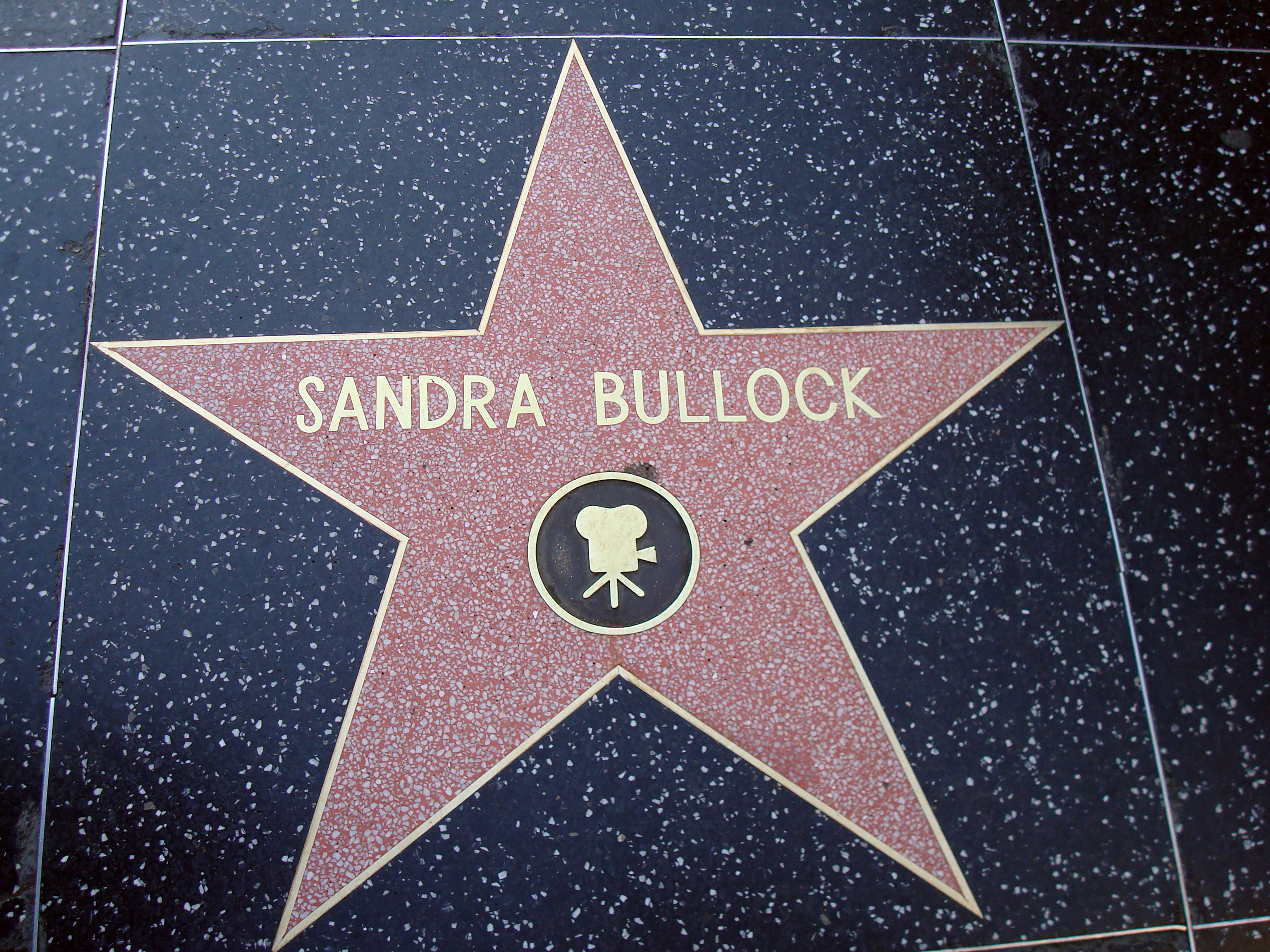
نجمة ساندرا بولوك على ممشى المشاهير في هوليوود.

- حاصلة على جائزة أفضل دور من جوائز نقابة ممثلي الشاشة عام 2005 عن دورها في فيلم تصادم.
- رُشِحت لجائزة الأوسكار لأفضل ممثلة رئيسية عام 2010 عن فيلم البعد الآخر، وفازت بها.
- في نفس العام، فازت بجائزة التوتة الذهبية لأسوأ ممثلة عن دورها في فيلم كل شيء عن ستيف، وبذلك تكون أول ممثلة تفوز بجائزة أفضل وأسوأ ممثلة في نفس العام.
- لُقِبت ساندرا بولوك بمحبوبة أمريكا، وهي شخصية لها تقدير من الجميع، ومميزة بحضورها وبأخلاقها، ومبدعة بعطائها، وتشارك الجميع، ومتألقة ومتوهجة بحضورها، وخفيفة الظل، ورقيقة تلمس القلب والأذن بلطف! محبوبة جداً ليس فقط عند الشعب الأمريكي، فهي شخصية متواضعة مع جمهورها إلى أقصى الحدود، وهناك استحالة أن لا تحبها![32]

### الترشيحات لجائزة الغولدن غلوب
أفضل ممثلة كوميدية أو استعراضية عام 1996 عن فيلم عندما كنت نائماً.
أفضل ممثلة كوميدية أو استعراضية عام 2001 عن فيلم ملكة الدماثة.
أفضل ممثلة كوميدية أو استعراضية عام 2010 عن فيلم عرض الزواج.
أفضل ممثلة رئيسية في فيلم درامي عام 2010 عن فيلم البعد الآخر، وفازت بها.

## وصلات خارجية
- ساندرا بولوك على موقع IMDb (الإنجليزية)
- ساندرا بولوك على موقع ميتاكريتيك (الإنجليزية)
- ساندرا بولوك على موقع الموسوعة البريطانية (الإنجليزية)
- ساندرا بولوك على موقع روتن توميتوز (الإنجليزية)
- ساندرا بولوك على موقع مونزينجر (الألمانية)
- ساندرا بولوك على موقع قاعدة بيانات الأفلام العربية
- ساندرا بولوك على موقع ألو سيني (الفرنسية)
- ساندرا بولوك على موقع ميوزك برينز (الإنجليزية)
- ساندرا بولوك على موقع تيرنر كلاسيك موفيز (الإنجليزية)
- ساندرا بولوك على موقع أول موفي (الإنجليزية)
- ساندرا بولوك على موقع أول موفي (الإنجليزية)
- Interview with Sandra Bullock. November 2009. غلامور